# Писарево (Нижегородская область)
Пи́сарево — село в Ардатовском районе Нижегородской области России. Входит в состав Стёксовского сельсовета.

## Этимология
Существуют две версии происхождения названия села. По первой, его жители занимались межеванием и соответственно умели писать, были грамотными. По второй, основателем села был некий писарь — чиновник при канцелярии волости или уезда.

## Географическое положение
Село находится на юго-западе Нижегородской области России, на правом берегу реки Иржи. Административный центр муниципального округа Ардатов находится в 21 км к юго-западе от Писарева. Село соединено шоссейными дорогами на юге с селом Стёксово (расстояние 4 км) и на западе — с деревней Кузгородь (1 км) и просёлочной дорогой на юге с селом Пашутино (5 км). По середине села имеется озеро. Высота над уровнем моря около 130 метров.
Село Писарево, как и вся Нижегородская область, находится в часовой зоне МСК (московское время). Смещение применяемого времени относительно UTC составляет +3:00.

## Административная принадлежность
Село Писарево входит в состав Стёксовского сельсовета Ардатовского муниципального округа Нижегородской области Российской Федерации.

## Климат
Село находится в зоне умеренно-континентального климата, который характеризуется холодной продолжительной зимой и тёплым, но достаточно коротким летом. За год выпадает в среднем 450—550 мм осадков, из них 68 % — в виде дождя и 32 % — в виде снега. Среднегодовая относительная влажность воздуха — 76 %. Снежный покров достигает 50 см, а в особо снежные зимы может достигать одного метра и более.
Весна приходит резко, обычно к середине апреля, при этом вплоть до середины мая нередки заморозки. Лето сравнительно короткое и достаточно жаркое — в отдельные годы температура может достигать 36 °C. Шапка лета приходится на июль. В конце весны и лета нередки грозы — их может случаться до 20 за год, почти каждый год выпадает град. Осень приходит в сентябре и стоит до начала ноября, но уже в сентябре нередки заморозки. Зима наступает в начале ноября и продолжается до середины марта. Обычно первый снег выпадает в октябре и держится в течение пяти месяцев, сходит к 10—15 апреля. Почва промерзает на глубину 70—90 см.
Вегетационный период составляет 189 дней, продолжительность безморозного периода — 137 дней.

## Население
| Численность населения | Численность населения | Численность населения | Численность населения | Численность населения | Численность населения | Численность населения | Численность населения | Численность населения | Численность населения | Численность населения | Численность населения |
| 1751                  | 1786                  | 1859                  | 1890                  | 1912                  | 1916                  | 1978                  | 1992                  | 1999                  | 2002                  | 2010                  | 2021                  |
| --------------------- | --------------------- | --------------------- | --------------------- | --------------------- | --------------------- | --------------------- | --------------------- | --------------------- | --------------------- | --------------------- | --------------------- |
| 655                   | ↗939                  | ↘748                  | ↘736                  | ↘551                  | ↗658                  | ↘253                  | ↘142                  | ↘129                  | ↘104                  | ↘66                   | ↘42                   |

## Инфраструктура
В селе единственная улица Овражная.